# Киимпиюские языки
Киимпию́ские языки (киимбию, мангеррские; Giimbiyu, Mangerrian) — небольшая семья австралийских аборигенных языков, на которых говорили в северной Австралии. Были распространены в долине реки Ист-Аллигейтор (англ. East Alligator River) на севере полуострова Арнем-Ленд (Северная Территория). Последние носители ещё были живы в 1980-х годах.
Киимпиюские языки делятся на две ветви:
- язык мангерр (киимпию; Mangerr)
- аррийская ветвь (Arric, Urninganggic): языки унингангк (Urningangg) и арри (Arri, Erri).

В 1997 Николас Эванс выдвинул гипотезу о существовании арнемлендской макросемьи (Arnhem Land macrofamily), в которую включил среди прочих и киимпиюские языки.